# Ждановский район (Уфа)
Ждановский район — исторический административный район города Уфы в 1938–1956 годах. Ныне — часть Кировского и Ленинского районов.

## История
Создан в апреле 1938 года, вместе с Молотовским районом (ныне — Советский), за счёт разукрупнения.
Упразднён в 1956 году. За счёт территории упразднённого района, укрупнили Кировский и Ленинский районы.

## Население
В 1939 году — 41,2 тыс. человек.